# Vajdarécse
Vajdarécse (románul: Recea) település és községközpont Romániában, Erdélyben, Brassó megyében.

## Fekvése
Fogarastól délre fekvő település.

## Története
Vajdarécse, Récse nevét 1534-ben említette először oklevél Recze néven. 1556-ban boieronatus in Retse, Reche, Wajda Récse néven említették. 1733-ban Vajda Récse, 1760–1762-ben Vajda Rétse, 1808-ban Recse (Vajda-), 1913-ban Vajdarécse néven írták.
1640-ben Rétse néven I. Rákóczi György birtoka volt.
A trianoni békeszerződés előtt Fogaras vármegye Fogarasi járásához tartozott.
1910-ben 811 lakosából 11 magyar, 755 román, 43 cigány volt. Ebből 744 görögkatolikus, 54 görögkeleti ortodox, 9 izraelita volt.

## Források

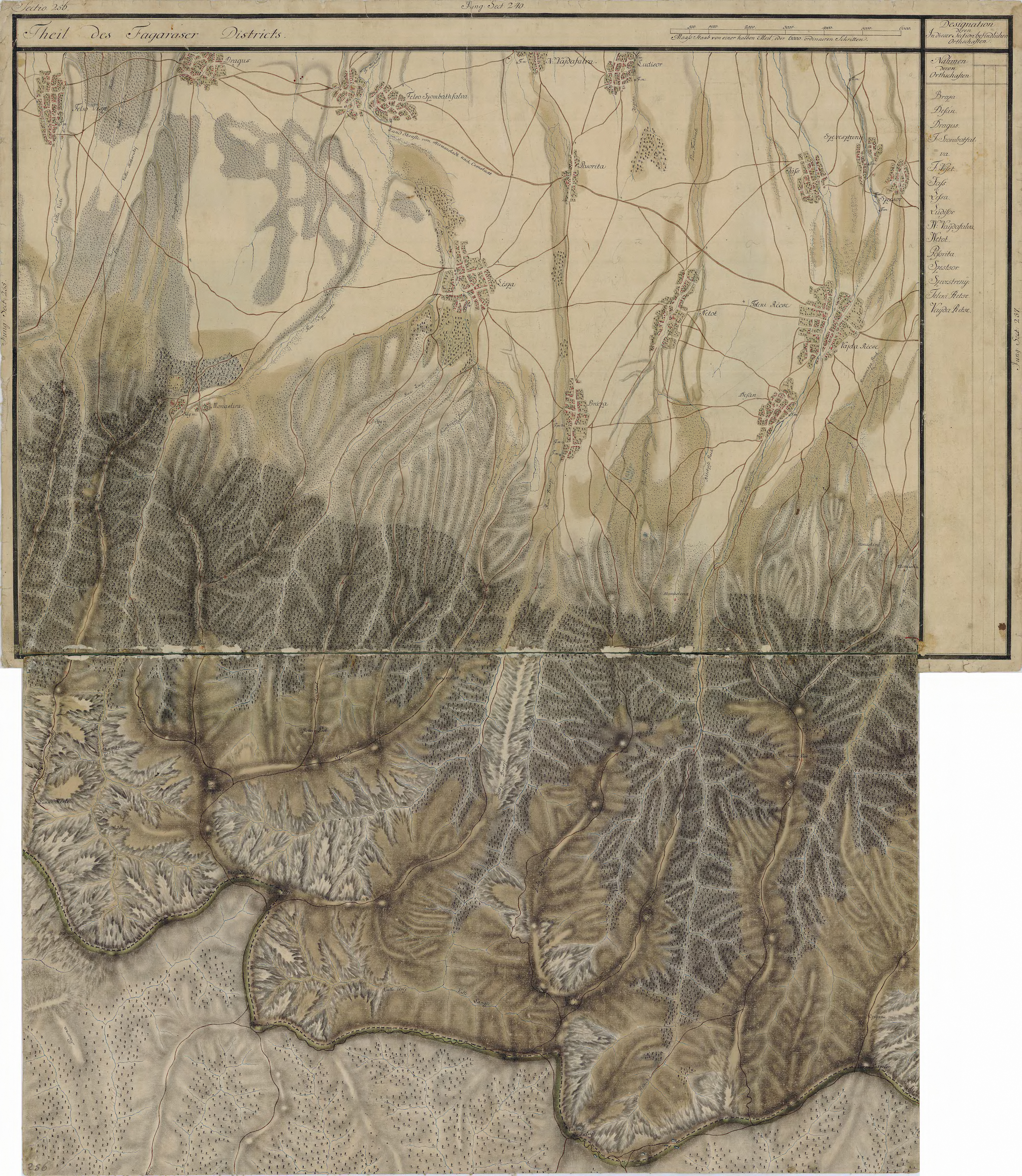
Vajdarécse egy régi térképen